# Charles-Victor Prévost d'Arlincourt

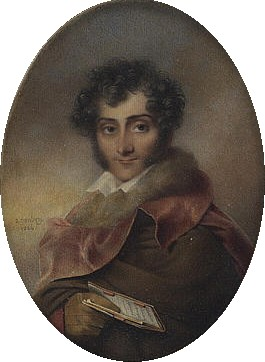
Charles-Victor Prévost d'Arlincourt, målad av Jean-Baptiste Isabey.

Charles-Victor Prévost d'Arlincourt, född den 28 september 1789, död den 22 januari 1856, var en fransk vicomte och skriftställare. 
d'Arlincourt var först anhängare av Napoleon I, därefter ivrig legitimist. I antirevolutionärt syfte författade han romanen Le solitaire (1821, flera upplagor, översatt till tio språk) och flera andra i samma stil, vidare den legitimistiska broschyren Dieu le veut (1848, 64 upplagor; "Gud vill så", 1849) med mera. 